# اندرو کوسوو
اندرو کوسووْ (انگلیسی: Andrew Kosove) یک تهیه‌کننده فیلم اهل ایالات متحده آمریکا است.
از فیلم‌ها یا مجموعه‌های تلویزیونی که وی در آن‌ها نقش داشته‌است می‌توان به بلید رانر ۲۰۴۹ و نقطه کور اشاره نمود.